# Ichthyodes biplagiata
Ichthyodes biplagiata är en skalbaggsart som beskrevs av Stefan von Breuning 1939. Ichthyodes biplagiata ingår i släktet Ichthyodes och familjen långhorningar.
Artens utbredningsområde är Filippinerna. Inga underarter finns listade i Catalogue of Life.